# Pekelský potok (Smědá)
Der Pekelský potok (deutsch Telke, auch Telkebach) ist ein rechter Nebenfluss der Smědá (Wittig) in Tschechien.

## Verlauf
Der Pekelský potok entspringt westlich von Přebytek am Fuße des Závorník (Riegelberg, 695 m ü. M.) im Isergebirgsvorland. Auf seinem Lauf nach Westen fließt der Bach durch Peklo, wo er den im Norden vom Ludvíkovský vrch (481 m ü. M.) und im Süden vom Dubový vrch (Eichberg, 467 m ü. M.) und Pekelský vrch (Höllberg, 487 m ü. M.) umschlossenen Höllengrund bildet. Unterhalb von Peklo fließt der Pekelský potok vorbei an den südlichen Ausläufern des Chlum (Hoher Hain, 495 m ü. M.) und erreicht Luh, wo er am Stadion und Freibad vorbeifließt und nach vier Kilometern gegenüber der Raspenauer Kirche in die Smědá mündet.
Der größte Teil des Laufes führt durch den Naturpark Peklo.

## Geschichte
Reste von Dämmen mehrerer Teiche lassen darauf schließen, dass die Wasserkraft der Telke im 16. Jahrhundert zum Betrieb eines Pochwerkes für die Eisenhütte am Stolpich bei Raspenau genutzt worden ist. Die älteste Nachricht über eine Besiedlung des Telketals stammt von 1601 als ein Vorwerk in der Hölle (Frowergen in Heller) erwähnt wurde. Um den herrschaftlichen Meierhof entstand zu Beginn des 18. Jahrhunderts die kleine Ansiedlung Hellen. 1780 ließ der Besitzer der Herrschaft Friedland, Christian Philipp von Clam-Gallas, auf den Fluren des Meierhofes das Dorf Karolinthal (Peklo) anlegen.

## Zuflüsse
- namenloser Bach vom Teich Petr (l), Peklo
- namenloser Bach (r), bei Luh

## Petr
Der Stauweiher Petr liegt an einem unbenannten linken Zufluss des Pekelský potok im Tal zwischen dem Dubový vrch und Pekelský vrch. Der 1986 von Petr Krumphanzel und nach ihm benannte Teich hat eine Fläche von 4,098 ha. Im südlichen Teil liegt eine Insel. Er dient der Fischerei und wird auch zum Baden genutzt. Ein Torflager verursacht die Braunfärbung des Wassers.